# Conandrium
Conandrium es un género de  arbustos pertenecientes a la antigua familia Myrsinaceae, ahora subfamilia Myrsinoideae. Comprende 9 especies descritas y de estas, solo 2 aceptadas.

## Taxonomía
El género fue descrito por Carl Christian Mez y publicado en Das Pflanzenreich 236(Heft 9): 13, 156. 1902. La especie tipo es: Conandrium polyanthum (Lauterb. & K.Schum.) Mez	

## Especies aceptadas
A continuación se brinda un listado de las especies del género Conandrium aceptadas hasta noviembre de 2013, ordenadas alfabéticamente. Para cada una se indica el nombre binomial seguido del autor, abreviado según las convenciones y usos. 
- Conandrium polyanthum (Lauterb. & K.Schum.) Mez
- Conandrium rhynchocarpum (Scheff.) Mez